# محاکمه غلامحسین کرباسچی
غلامحسین کرباسچی شهردار تهران در سال ۱۳۷۶ با اتهامات مالی روبرو شد و در سال ۱۳۷۷ بازداشت و در دادگاهی که غلامحسین محسنی اژه‌ای قاضی و دادستان آن بود با وکالت بهمن کشاورز و دكتر مسعود حائری محاکمه شد.

## پیش زمینه
شروع مباحث در مورد تخلفات انتصابی به شهرداری با نامه عباس آخوندی (وزیر مسکن و شهرسازی وقت) باجناق ناطق نوری نامزد مغلوب در انتخابات ریاست جمهوری ۱۳۷۶ بود. پس از آن علی محمد بشارتی (وزیر سابق کشور) نیز خواهان برخورد با شهرداری تهران شد که نامه عباس آخوندی مبنای دستور برخورد با شهرداران تهران قرار گرفت.
در سال ۱۳۷۶، کرباسچی همراه با عده‌ای از معاونان و شهرداران مناطق تهران توسط حفاظت اطلاعات نیروی انتظامی به فرماندهی سردار نقدی دستگیر و بازجویی شدند. سردار نقدی چندی بعد در دادگاه نظامی به اتهام ضرب و شتم بعضی از محکومین پرونده شهرداری به ۸ ماه حبس قطعی محکوم شد.
سرانجام کرباسچی روز ۱۵ فروردین ۱۳۷۷ پس از بازجویی، بازداشت و روانه زندان شد. دستگیری کرباسچی توسط حفاظت اطلاعات نیروی انتظامی و تحت سرپرستی محمدرضا نقدی صورت می‌گیرد. وزارت کشور رسماً بازداشت شهردار تهران را محکوم کرد و هیئت دولت، عده‌ای از نمایندگان مجلس و و روزنامه‌های وابسته به دولت به این امر اعتراض کردند.

## اتهامات
وی از سوی شعبه ۲۶ دادگاه عمومی تهران متهم به موارد ذیل شد:
۱- مشارکت در اختلاس به مبلغ یک میلیارد و چهارصد و پنجاه و سه میلیون تومان، نودهزار دلار آمریکا، ۶۰ سکه بهار آزادی و ۸۰ سکه نیم بهار آزادی.

۲- مشارکت در ارتشا

۳- تضییع اموال عمومی

۴- تصرف اموال عمومی

۵- تبانی در معاملات دولتی

۶- دخالت در انتخابات پنجمین دورهٔ مجلس شورای اسلامی با پرداخت ۲۵ میلیون تومان به دو نامزد.

## محاکمه
کرباسچی در دادگاهی که غلامحسین محسنی اژه‌ای قاضی و دادستان آن بود با وکالت بهمن کشاورز و 
دكتر مسعود حائری محاکمه شد. تمامی جلسات دادگاه هر شب از تلویزیون ایران پخش گردید. سال‌ها بعد جنجال‌های همین پرونده موجب احیای دادسراها شد. اژه‌ای بعدها از فشارهای شدید و مداوم جمعی از ذی‌نفوذان و مسئولان ‌نظام برای آزادی کرباسچی و همچنین تهدیدها علیه خود و خانواده‌اش توسط افراد ناشناس سخن گفت.
- جلسه اول دادگاه ۱۷ خرداد ۱۳۷۷

در این جلسه، صورت کلی اتهامات خوانده شد و کرباسچی تمامی اتهامات را رد کرد. وی همچنین صلاحیت محسنی اژه‌ای را برای قضاوت زیر سؤال برد.
- جلسه دوم دادگاه ۲۱ خرداد ۱۳۷۷

در این جلسه، موارد مربوط به روزنامهٔ آفتابگردان مورد بحث قرار گرفت. کرباسچی اظهار داشت مأموران تمامی اسناد و مدارک در این رابطه را با خود برده‌اند بنابراین او امکان دفاع از خود را ندارد.
- جلسه سوم دادگاه ۲۶ خرداد ۱۳۷۷

در ابتدای جلسه، کرباسچی قصد شروع صحبت با کلامی از علی بن ابی‌طالب را داشت که قاضی مانع این کار شد. در این جلسه مسائل مربوط به شرکت چاپ گستر و روزنامهٔ همشهری مورد بحث قرار گرفت که کرباسچی بدان جهت که این موارد تفهیم اتهام نشده و نظر کارشناسی نیز به او ابلاغ نشده است اعتراض کرد . همچنین موضوع پرداخت هشتاد سکه نیم بهار آزادی به مدیران شهرداری و فروش آپارتمان به آن‌ها به قیمت پایین‌تر از قیمت روز بررسی شد و کرباسچی به مجوز مربوطه از وزارت کشور اشاره کرد. همچنین موضوع اهدا ۸۰ دستگاه خودرو از سوی بنیاد مستضعفان به مدیران شهرداری تهران مورد بحث قرار گرفت، اینجا هم کرباسچی از خود دفاعی کرد. در این جلسه، قبه معاون شهردار تهران به عنوان مطلع برای چند ثانیه در جایگاه سخن گفتن قرار گرفت. او قصد داشت سخن خود را با سخن گفتن از تعداد روزهایی که در انفرادی گذرانده است و آزار و شکنجه‌های غیر انسانی در آن روزها شروع کند که محسنی اژه‌ای به او اجازه سخن گفتن نداد و به او گفت که فوراً بنشیند.
- جلسه چهارم دادگاه ۴ تیر ۱۳۷۷

در ابتدای جلسه، قاضی اعلام کرد موضوع اتومبیل‌های اهدایی بنیاد مستضعفان منتفی شده‌است. در این جلسه، موضوع زمین‌های سابق باغ وحش تهران مطرح شد که کرباسچی مدعی شد این زمین‌ها هرگز به تملک شهرداری تهران در نیامده‌اند. همچنین موضوع پرداخت شصت سکه بهار آزادی به وزیر کشور مطرح شد که کرباسچی اعترافات قبلی خود را با استناد به اینکه زیر شکنجه بوده‌اند رد کرد. مورد دیگر اتهامی، عدم دریافت ده میلیون تومان عوارض از عبدالله نوری وزیر کشور بابت تغییر کاربری ملک نامبرده در خیابان الوند تهران بود که در این بخش در دادگاه به نامه عبدالله نوری اشاره ای نشد. مورد دیگر پرداخت نود هزار دلار آمریکا بود که کرباسچی مدعی شد این پول جهت خرید امکانات برای شهرداری تهران هزینه شده‌است. در این جلسه همچنین بشارتی وزیر سابق کشور سخن گفت و درستی سخن کرباسچی در مورد مجوزهای وزرات کشور را تایید کرد.
- جلسه پنجم دادگاه ۱۴ تیر ۱۳۷۷

در این جلسه، موضوع پرداخت ۸۸۳ میلیون تومان به مؤسسه فرسی مطرح شد. کرباسچی گفت قبه را مسئول تصمیم‌گیری در این مورد کرده‌است که قاضی به او اجازهٔ صحبت نمی‌دهد. او همچنین فرسی را مجری طرح‌های فرهنگی و موسسه‌ای غیرخصوصی دانست. همچنین موضوع وام دریافتی از سازمان مبارزه با مواد مخدر که توسط شهرداری تهران به روزنامهٔ آفتابگردان واگذار شده بود مطرح شد. کرباسچی همچنین موضوع کمک به نامزدهای انتخابات را بی‌پایه دانست و گفت عظیمی‌نیا هم اگر اعترافی کرده زیر شکنجه بوده، بنابراین اعترافات زمان بازداشت را نمی توان به عنوان مدرک در محاکمه مطرح کرد.
- جلسه ششم دادگاه ۱۸ تیر ۱۳۷۷

در این جلسه، موضوع فروش ماشین‌آلات چاپ و قطعه‌ای زمین مورد بررسی قرار گرفت(بعدهای کرباسچی در دادگاه تجدید نظر از این اتهام تبرئه شد). 
- جلسه هفتم دادگاه ۲۰ تیر ۱۳۷۷

در این جلسه، کرباسچی متن آخرین دفاع خود را کرد.

## رای دادگاه
شهردار تهران به اتهام برداشت ۲۶۰ میلیون تومان جهت ستاد کارگزاران، ۲۵ میلیون تومان به تاجران و تقوامنشان نامزدهای انتخابات مجلس، ۶۰ میلیون تومان به بهزادیان، ۸۷ میلیون تومان برای خود، خرید ۹۰ هزار دلار از حساب مدیران شهرداری و پرداخت به نمایندهٔ جمهوری اسلامی در نیویورک، پرداخت ۵۰ میلیون تومان به تعدادی از مدیران شهرداری به ۳ سال زندان و ۱۰ سال انفصال از خدمات دولتی و بازگرداندن اموال محکوم شد.
وی همچنین به دلیل تضییع سه و نیم میلیارد (که نیمی از آن به حساب شهرداری بازنگشته بود) به چهار سال حبس و ۶۰ ضربه شلاق تعلیقی محکوم شد. در مورد ساختمان آفتابگردان تخفیف‌های داده شده به مراجعان، موضوع سکه‌های اهدایی و ساختمان خیابان الوند مربوط به عبدالله نوری و مشارکت در ارتشا حکم تبرئه صادر شد.
در پایان این دادگاه و پس از درخواست اعاده دادرسی، دادگاه تجدیدنظر تمامی متهمین پرونده (شهرداران و معاونین شهردار و …) به جز کرباسچی را از اتهام صادره تبرئه کرد. دادگاه تجدید نظر، با اعمال ماده ۲۵ قانون مجازات اسلامی حکم تخفیف مجازات کرباسچی را صادر کرد. در مقابل عباسعلی علیزاده رئیس دادگستری وقت تهران از دیوان عالی کشور درخواست کرد که ماده ۱۸  را در مورد این حکم جدید اعمال کند.  دیوان عالی کشور، حکم دادگاه تجدید نظر کرباسچی را رد کرد و در نتیجه حکم قبلی بدون تخفیف ماند.

## آزادی
کرباسچی سرانجام پس از طی نزدیک دو سال حبس، با دخالت اکبر هاشمی رفسنجانی از زندان آزاد شد.

## مذاکرات درون حکومتی در قضیه محاکمه کرباسچی
هاشمی رفسنجانی در کتاب خاطرات سال ۱۳۷۷ خود به بعضی مذاکرات با رهبر، ریاست جمهور و مقامات قوه قضاییه در قضیه محاکمه کرباسچی اشاره می‌کند. در ابتدای ماجرا سید محمد خاتمی در ملاقات دوازدهم فروردین خود با هاشمی از رهبر نقل می‌کند که وی اجازه بازداشت کرباسچی را نمی‌دهد. اما پس از بازداشت کرباسچی در پانزدهم فروردین، علی اصغر حجازی از دفتر رهبری در طی یک تماس تلفنی به خاتمی اعلام می‌کند علی رازینی رئیس دادگستری تهران از قول محمد یزدی رئیس قوه قضاییه گفته که «رهبری منعشان را برداشته‌اند و بر این اساس دادگاه عمل کرده‌است و دیگر کاری نمی‌شود کرد». در پی این مساله هم هاشمی رفسنجانی و هم خاتمی به طور جداگانه به دفتر رهبری تلفن می‌کنند که به آنها گفته می‌شود رهبر در حال استراحت هستند و ساعت پنج و نیم تماس بگیرند.
محسن نوربخش و محمد علی نجفی  از اعضای هیات دولت خاتمی در جلسه هفدهم فروردین خود با هاشمی رفسنجانی بیان نمودند که خاتمی قصد دارد در مقابله با بازداشت کرباسچی، از رازینی و نقدی به دادگاه شکایت کند «اگر آقای یزدی ترتیب اثر به نامه قبل از عید ایشان ندهد».
رهبر ایران در جلسه هفدهم فروردین به هاشمی رفسنجانی ابراز تعجب خود را از دستگیری کرباسچی برغم منع بازداشت وی اعلام می‌دارد. با اینحال اعلام می‌دارد که مصلحت نمی‌داند فعلا دخالت کند.
خاتمی در همان روز با رهبر ایران جلسه‌ای برگزار می‌کند که در آن رهبر ایران اعلام می‌دارد دستگاه قضایی برخلاف نظر وی اقدام به بازداشت کرده‌اند  «ولی دیگر در مقابل عمل انجام‌شده هستیم». خاتمی نیز گلایه خود را در مورد عدم امکان دسترسی رئیس جمهور به رهبر در روز شنبه بیان می‌کند و مثال می‌زند که رهبری در زمان دادگاه مرتضی رفیق‌دوست حاضر شده بود حکم محسن رفیق‌دوست را تمدید کند ولی الان حاضر نیست اقدامی کند.
در روز چهارشنبه نوزدهم فروردین جلسه‌ای بین سران قوا شامل ناطق نوری، محمد یزدی، سید محمد خاتمی، هاشمی رفسنجانی و رهبر ایران تشکیل می‌شود. در طی این جلسه رهبر ایران تصریح می‌کند که راضی به بازداشت شهردار در این مرحله نبوده است. سپس محمد یزدی می‌گوید «در آخرین ملاقات با رهبری از صحبت‌های ایشان اجازه بازداشت فهمیده است و آقای حجازی هم بعد از جلسه، همان را تایید کرده و بعدا هم کسی خلاف آن را ابلاغ نکرده». و در نتیجه مطابق قانون عمل شده و از خاتمی خواسته بر اساس شعارهای قانون گرایی که این روزها مطرح است از قانون تبعیت کند. خاتمی در پاسخ اعلام می‌دارد که «در جریان پیگیری مسائل شهرداری تهران از قانون تخطی شده، رهبری مساله‌ برج‌ها را ارجاع کرده‌اند و دادگستری به مسائل دیگری پرداخته است. مرجع بازداشت و بازجویی ضابط قوه قضاییه نبوده و شیوه بازجویی خلاف بوده و تفسیر اختلاس به صورت غلط انجام شده و دولت با مشکلات فراوان مجبور به ورود در آن مساله است.» 
هاشمی رفسنجانی از قول محمد ری‌شهری بیان می‌دارد که استدلال کرباسچی در جلسه دادگاه مبنی بر عدم صلاحیت دادگاه و لزوم بررسی پرونده در دادگاه ویژه روحانیت درست بوده است . وی با انتقاد از این دادگاه می‌گوید «آبروی قضایی ایران را برده است.» 
ابراهیم رئیسی، ریاست وقت سازمان بازرسی در نشستی با هاشمی رفسنجانی از مطرح شدن مساله حکم دادگاه شهردار تهران در جلسه روسای قوه قضاییه پرده بر می‌دارد و اعلام می‌کند همه مدیران «از آقای یزدی خواسته‌اند که دخالت کنند و مانع حکم بی مورد شود که افکار عمومی ناراحت خواهد شد» و اینکه «قوه قضاییه در این دادگاه ضرر کرده است.»
رهبر ایران در جلسه‌ای در بیست و هشتم خرداد ۱۳۷۷ به هاشمی رفسنجانی اعلام نمود در صورت محکوم شدن کرباسچی در دادگاه او را عفو خواهد کرد. در جلسه ۲۲ فروردین ۱۳۷۸ نیز، رهبر ایران به هاشمی رفسنجانی اعلام نمود که با مرتضی مقتدایی دادستان کشور صحبت کرده که راهی برای عدم اجرای حکم زندان کرباسچی پیدا شود.  رهبر ایران در تاریخ ۲۱ اردیبهشت ۱۳۷۸ جواب نامه نمایندگان مجلس در مورد کرباسچی را داد که به تعبیر هاشمی رفسنجانی «آب پاکی روی دست آنها ریختند و از قوه قضاییه حمایت کردند; باعث ناراحتی جناح‌ چپ و خوشحالی جناح راست شد.» در جلسه مشترک دهم مرداد ۱۳۷۸ هاشمی با رهبر ایران نیز، رهبر ایران عفو کرباسچی را هنوز زود می‌دانست.  در جلسه سه‌شنبه ۱۴ دی ۱۳۷۸ با هاشمی، رهبر ایران به هاشمی گفته که با عفو کرباسچی در عید فطر موافق نیست. ولی به دلیل سماجت هاشمی قرار شد «فکری بکنند و جوابی دهند.»  سید محمد خاتمی بعدها و در پرونده مصطفی تاجزاده در سال ۱۳۷۹ به هاشمی رفسنجانی گفت: «من پس از مساله کرباسچی از رهبری تقاضا نخواهم کرد.»